# Île aux monastères
 (octobre 2015).
Si vous disposez d'ouvrages ou d'articles de référence ou si vous connaissez des sites web de qualité traitant du thème abordé ici, merci de compléter l'article en donnant les références utiles à sa vérifiabilité et en les liant à la section « Notes et références ».
L’île aux monastères est une île du Dniepr, dans la ville ukrainienne de Dnipro.

## Histoire
Citée pour la première fois au XVIIe siècle, elle s’appela jusqu'au XIXe siècle tantôt « Burakovski », tantôt « Bogomolovski ». En 1926, elle fut rebaptisée Komsomolski avant de devenir l’île aux Monastères, en référence à la présence d'un monastère byzantin du IXe siècle.

## Géographie
Cette île se situe dans le quartier de Chovtneve à Dniepropetrovsk, et constitue une partie du parc de Chevtchenko, qui est traversé par le canal de l'Archimandrite, une dérivation du Dniepr.

## Curiosités touristiques
L’île est reliée au reste de la ville par un funiculaire et une passerelle. Elle est traversée par le pont Merefa-Chersonèse, un viaduc ferroviaire reliant les deux rives du Dniepr.
En 1958, il y fut édifié la plus grande statue d'Ukraine, dédiée au héros Taras Chevtchenko. Depuis 1999, une église orthodoxe, Saint-Nicolas, a été érigée sur la rive nord.
Il y a enfin un aquarium, un zoo, une société nautique et plusieurs autres attractions. Une plage de sable a été aménagée sur la rive sud de l'île.

### En images

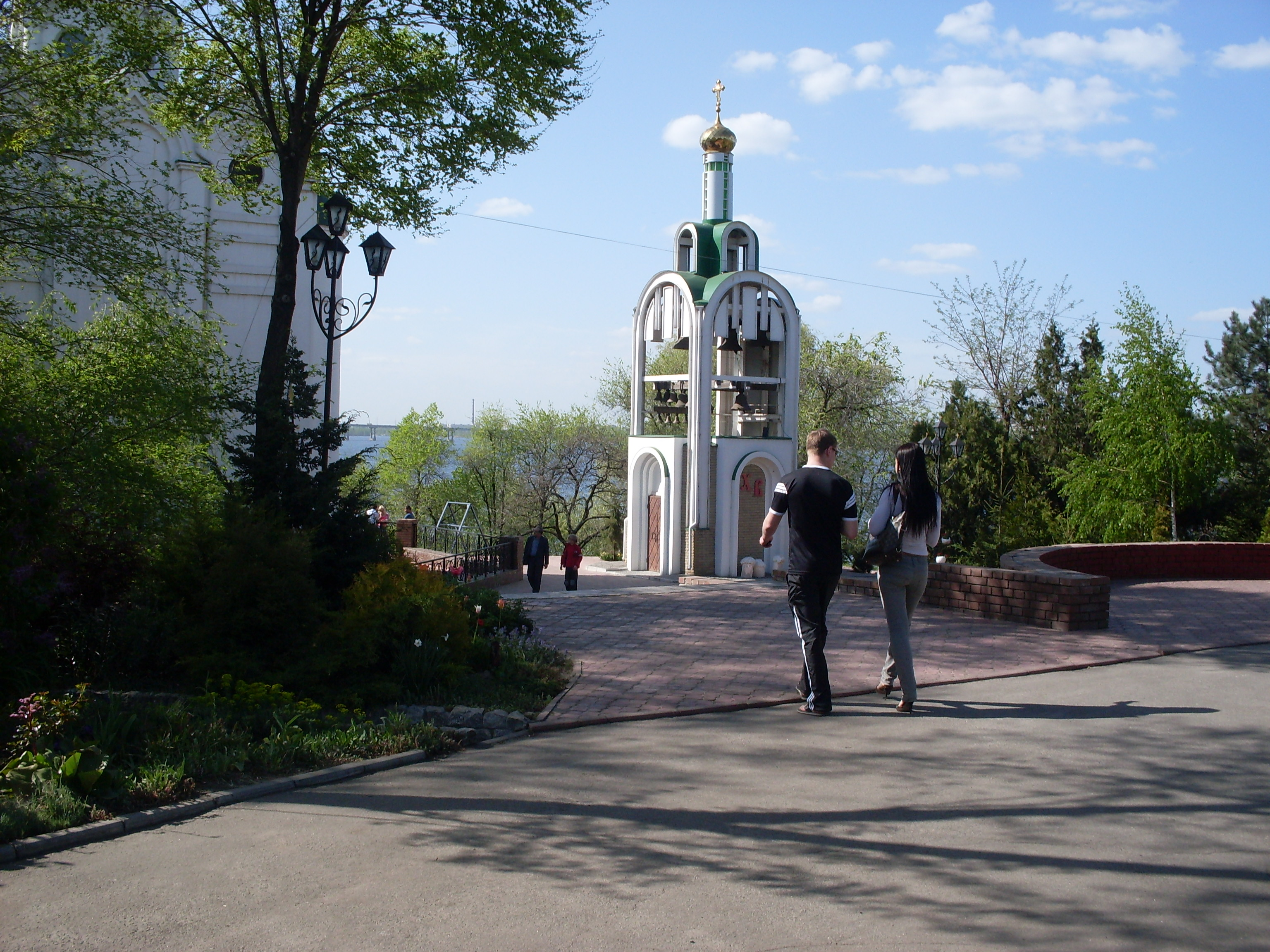
Eglise st-Nicolas
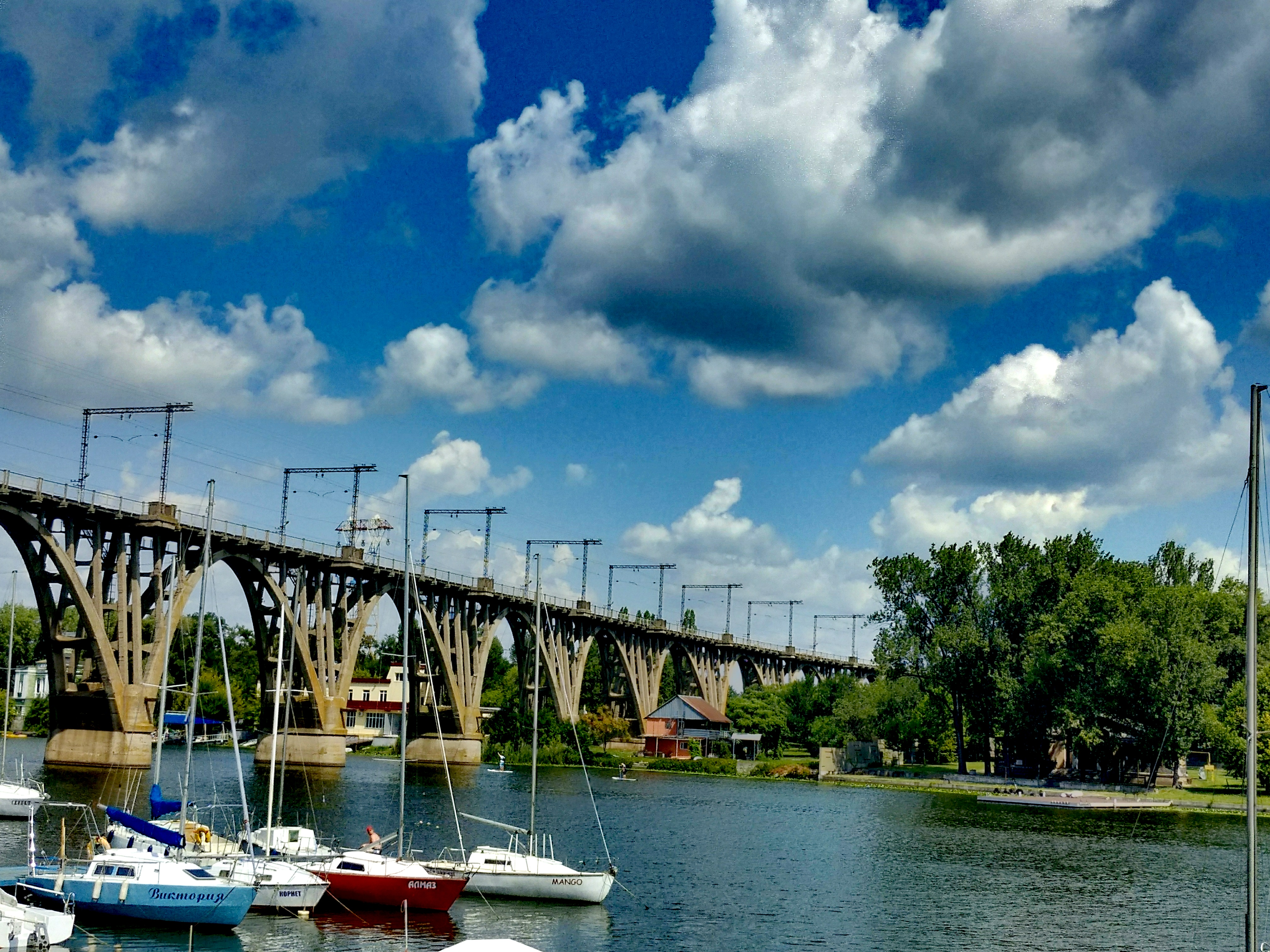
le pont  classé
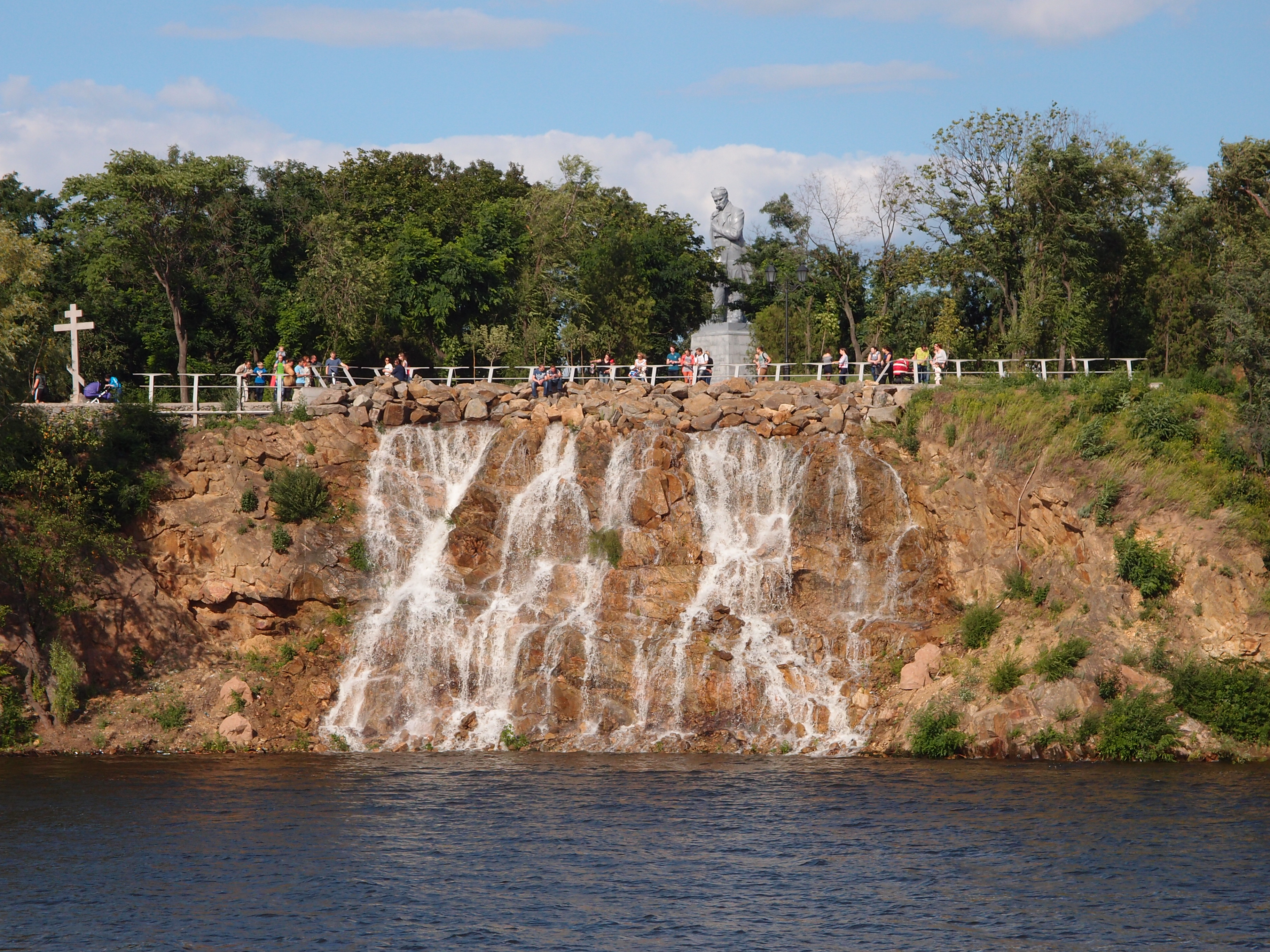
monument de Taras Chevtchenko classé[2] et la chute d'eau.